# Tratado de Schönbrunn (1805)

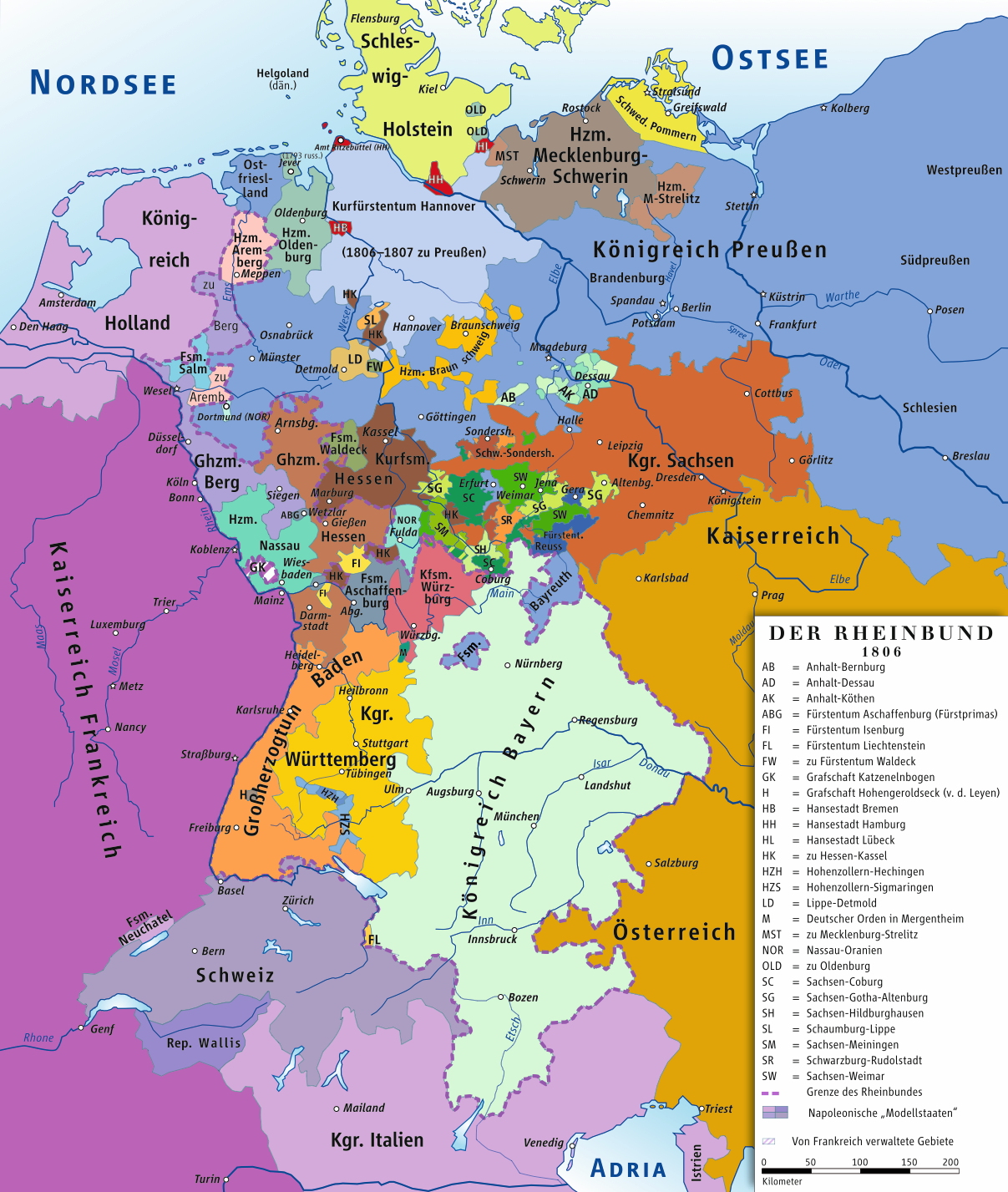
El Reino de Prusia (mostrado en azul) después de la anexión del Electorado de Hanover

La Convención de Schönbrunn (o Tratado de Schönbrunn) la firmaron Francia y Prusia en el Palacio de Schönbrunn de Viena el 15 de diciembre de 1805. La negociaron Gérard Duroc, representante de Francia, y Christian Heinrich Kurt von Haugwitz, de Prusia. Quedó abrogada por el posterior Tratado de París del 15 de febrero de 1806, que incorporó sus estipulaciones principales.
Prusia había firmado el Tratado de Potsdam con Rusia el 3 de noviembre, mediante el cual ingresaría en la Tercera Coalición contra Francia si Napoleón Bonaparte rehusaba firmar la paz. Los ejércitos franceses ya habían penetrado en territorio prusiano al cruzar el Principado de Ansbach en septiembre. En respuesta, Prusia había ocupado el Electorado de Hanóver que, a pesar de pertenecer al rey Jorge III del Reino Unido, había sido ocupado por los franceses, que solo lo evacuaron luego, durante la guerra. La victoria de Napoleón en la batalla de Austerlitz el 2 de diciembre destruyó la Tercera Coalición y desbarató lo dispuesto en el Tratado de Potsdam. En consecuencia, Haugwitz acudió a Viena, donde se hallaba Napoleón, para negociar un tratado de amistad con Francia.
Según lo acordado en la convención, se permitía a Prusia anexarse Hanóver, pero a cambio tuvo que ceder Ansbach, el Ducado de Cléveris y el Principado de Neuchâtel. Ansbach lo obtuvo Baviera, que a su vez hubo de ceder el Ducado de Berg a Francia. Berg se unió entonces a Cléveris para formar el Gran Ducado de Berg, que obtuvo el general Joaquín Murat. Napoleón entregó Neuchâtel al mariscal Louis Alexandre Berthier. Prusia también aceptó lo estipulado en el Tratado de Presburgo entre Francia y el Sacro Imperio Romano Germánico, que todavía no se había concluido. Se firmó luego, el 26 de diciembre.
La Convención de Schönbrunn no contenía la habitual cláusula que confirmaba los tratados anteriores. Los contemporáneos lo consideraron, junto con Austerlitz y Presburgo, como un acontecimiento histórico que marcó el fin de una era, puesto que evidenciaba el desinterés de Napoleón por conservar el Sacro Imperio.
La anexión de Hanóver indignó al Reino Unido y Charles James Fox vituperó a Prusia afirmando que su comportamiento había sido «una mezcla de todo lo que es despreciable en lo servil y lo que es odioso en la rapacidad». La anexión desencadenó la guerra entre las dos naciones.